# Săldăbagiu Mic, Bihor
Săldăbagiu Mic este un sat în comuna Căpâlna din județul Bihor, Crișana, România.

## Atestare documentară
Prima atestare oficială a localității apare în documentul din anul 1349, în care episcopul catolic de Oradea, Meszesi Demeter, îi permite voievodului de Vintere Petru fiul lui Stanislav să instaureze un preot ortodox, în vederea repopulării ținutului Felventer/Vintere care fusese grav afectat de ciumă.

## Personalități
- Vasile Mangra (1850-1918), deputat în Parlamentul de la Budapesta, mitropolit ortodox al Ardealului, membru al Academiei Române.
- Florian Ciotea (1948 - 2023), sociolog, publicist, director al revistei Vatra.

## Monumente
- Biserica de lemn din Săldăbagiu Mic, datează din secolul XVIII (1769) [1]. Are hramul „Sfântul Ierarh Nicolae”.

## Imagini

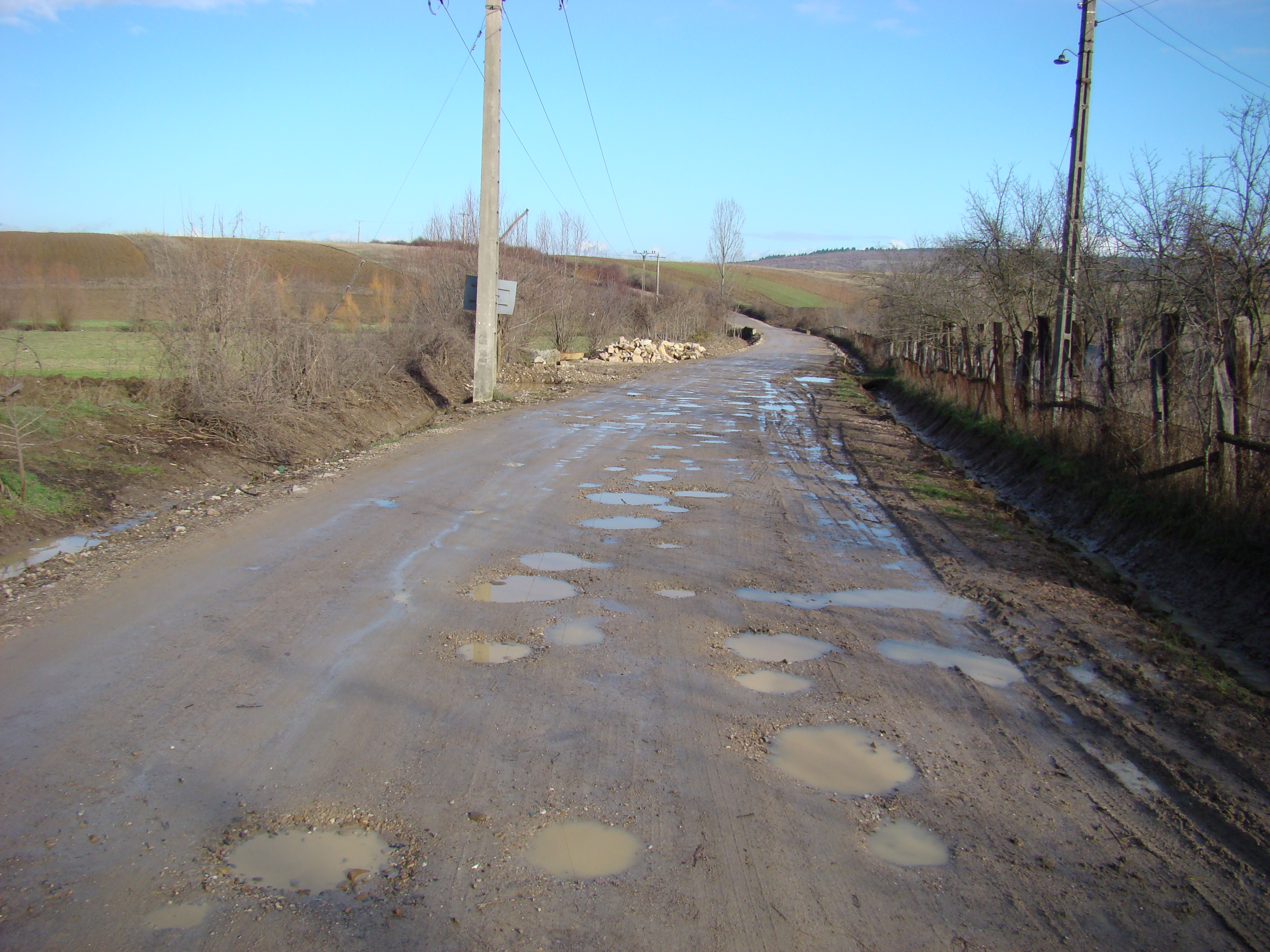
Drumul spre Săldăbagiu Mic
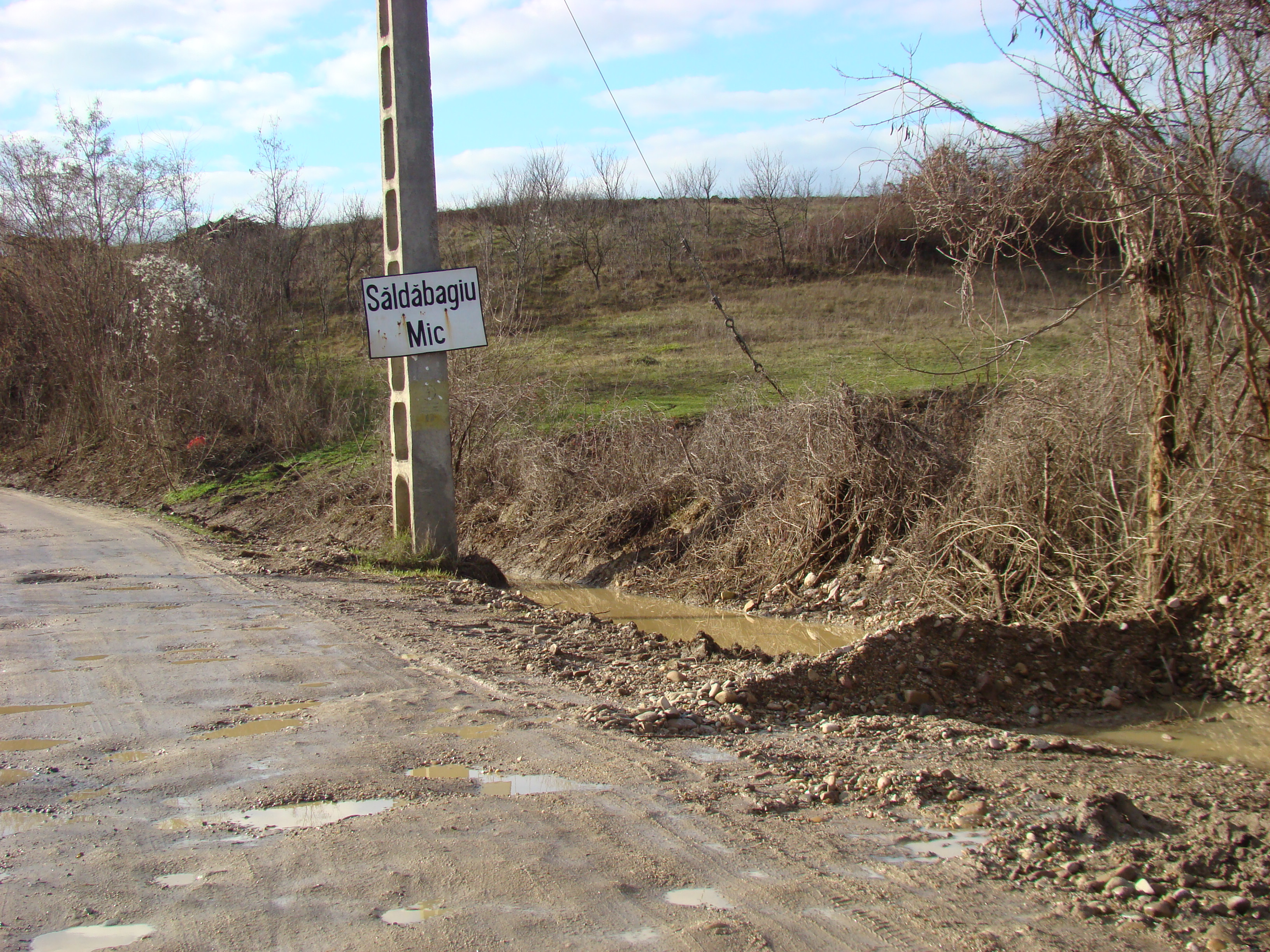
Intrarea în localitate
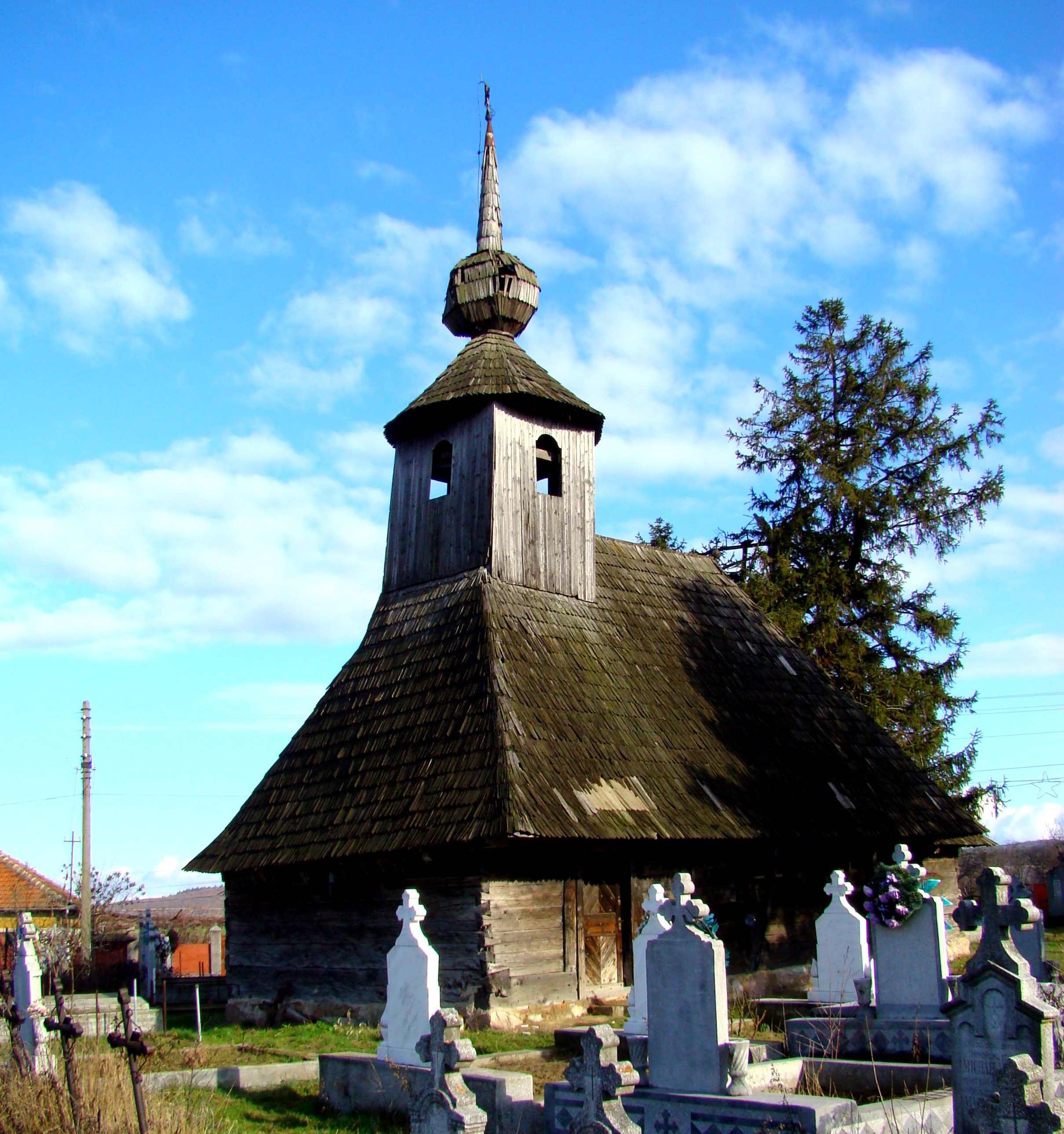
Biserica de lemn
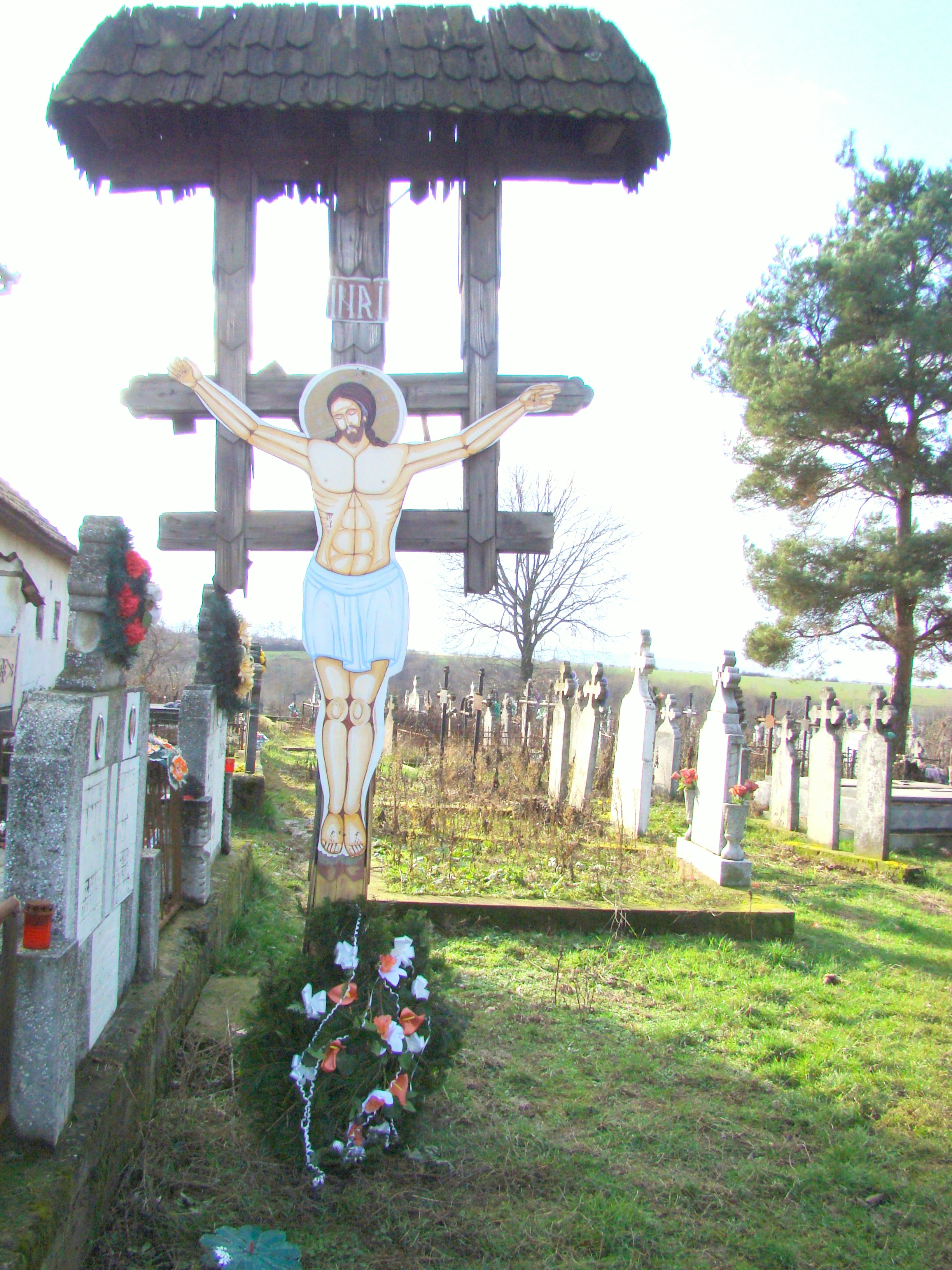
Troița